# Europees kampioenschap voetbal 1988

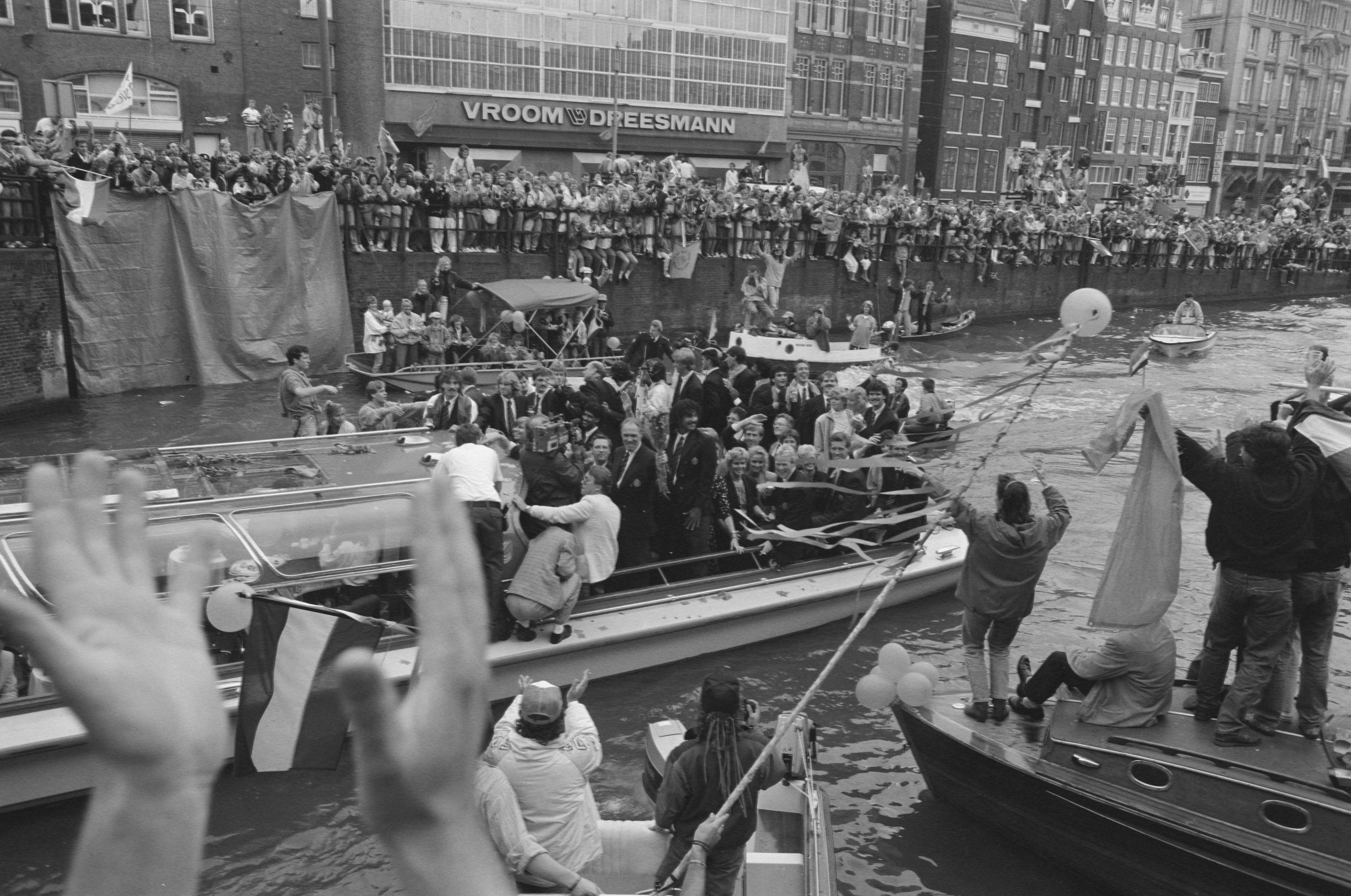
Rondvaart tijdens de huldiging van het Nederlands Elftal in Amsterdam na het winnen van het Europees kampioenschap

Het Europees kampioenschap voetbal 1988 werd tussen 10 en 25 juni gespeeld in de Bondsrepubliek Duitsland (informeel: West-Duitsland). Het was de achtste editie van het EK, dat om de vier jaar wordt georganiseerd door de overkoepelende voetbalbond UEFA.
Het eindtoernooi werd gespeeld met acht landen, waarvan West-Duitsland zich als gastland automatisch had geplaatst. Titelhouder Frankrijk werd al in de kwalificatiefase uitgeschakeld, ten voordele van de Sovjet-Unie. Nederland won uiteindelijk de finale op 25 juni in München, toen de Sovjet-Unie met 2-0 werd verslagen. Het was de eerste en tot dusver enige Europese titel voor Oranje in het mannenvoetbal.
Dit Europees kampioenschap kende voor een groot toernooi enkele opmerkelijke en zeldzame statistieken: zo werd er gedurende het toernooi geen enkele speler van het veld gestuurd, was er voor geen enkele wedstrijd in de knock-outfase een verlenging of een strafschoppenserie nodig en werd er in elke wedstrijd minimaal één keer gescoord.

## Kwalificatie
België kwalificeerde zich niet voor de eindronde. Het eindigde in zijn groep op de derde plaats, achter Ierland en Bulgarije. Nederland kwalificeerde zich voor de eindronde, maar niet zonder slag of stoot. Tijdens de wedstrijd Nederland - Cyprus ontplofte een zware vuurwerkbom in het Cypriotische strafschopgebied vlak bij de keeper. Die werd hierdoor onwel en de Cypriotische spelers verlieten hierop in protest het veld. Na lang aandringen werd de wedstrijd vervolgd en uiteindelijk door Nederland gewonnen met 8-0, mede door 5 goals van John Bosman. Hij vestigde hiermee een record dat officieel nooit werd erkend. Er werd gevreesd dat de UEFA Nederland hiervoor zou straffen door middel van uitsluiting of een reglementaire nederlaag, maar men besloot tot overspelen van de wedstrijd zonder publiek. Op 9 december 1987 won Nederland alsnog met 4-0. Dit incident is ook bekend onder de naam bomincident.

### Gekwalificeerde landen
| Land           | Kwalificatie als | Eerdere deelnames aan EK1   |
| -------------- | ---------------- | --------------------------- |
| West-Duitsland | Gastland         | 4 (19721, 1976, 1980, 1984) |
| Spanje         | Winnaar groep 1  | 3 (1964,1980, 1984)         |
| Italië         | Winnaar groep 2  | 2 (1968,1980)               |
| Sovjet-Unie    | Winnaar groep 3  | 4 (1960, 1964, 1968, 1972)  |
| Engeland       | Winnaar groep 4  | 2 (1968, 1980)              |
| Nederland      | Winnaar groep 5  | 2 (1976, 1980)              |
| Denemarken     | Winnaar groep 6  | 2 (1964, 1984)              |
| Ierland        | Winnaar groep 7  | 0 (Debuut)                  |

1 Een vetgedrukt jaartal betekent een kampioenschap tijdens dat toernooi

## Speelsteden
Ten tijde van het EK van 1988 was de politieke status van West-Berlijn omstreden. Om zijn kandidatuur voor het EK niet in gevaar te brengen zag de Duitse voetbalbond af van West-Berlijn als speelstad.
| München                           | Stuttgart                           | Frankfurt am Main                       | Gelsenkirchen                            |
| --------------------------------- | ----------------------------------- | --------------------------------------- | ---------------------------------------- |
| Olympiastadion Capaciteit: 69.000 | Neckarstadion Capaciteit: 50.000    | Waldstadion Capaciteit: 61.000          | Parkstadion Capaciteit: 62.000           |
|                                   |                                     |                                         |                                          |
| 1 groepswedstrijd, finale         | 1 groepswedstrijd, 1 halve finale   | 2 groepswedstrijden                     | 2 groepswedstrijden                      |
|                                   |                                     |                                         |                                          |
| 2 groepswedstrijden               | 1 halve finale                      | 2 groepswedstrijden                     | 2 groepswedstrijden                      |
|                                   |                                     |                                         |                                          |
| Rheinstadion Capaciteit: 55.850   | Volksparkstadion Capaciteit: 61.200 | Niedersachsenstadion Capaciteit: 50.423 | Müngersdorfer Stadion Capaciteit: 47.000 |
| Düsseldorf                        | Hamburg                             | Hannover                                | Keulen                                   |

## Selecties

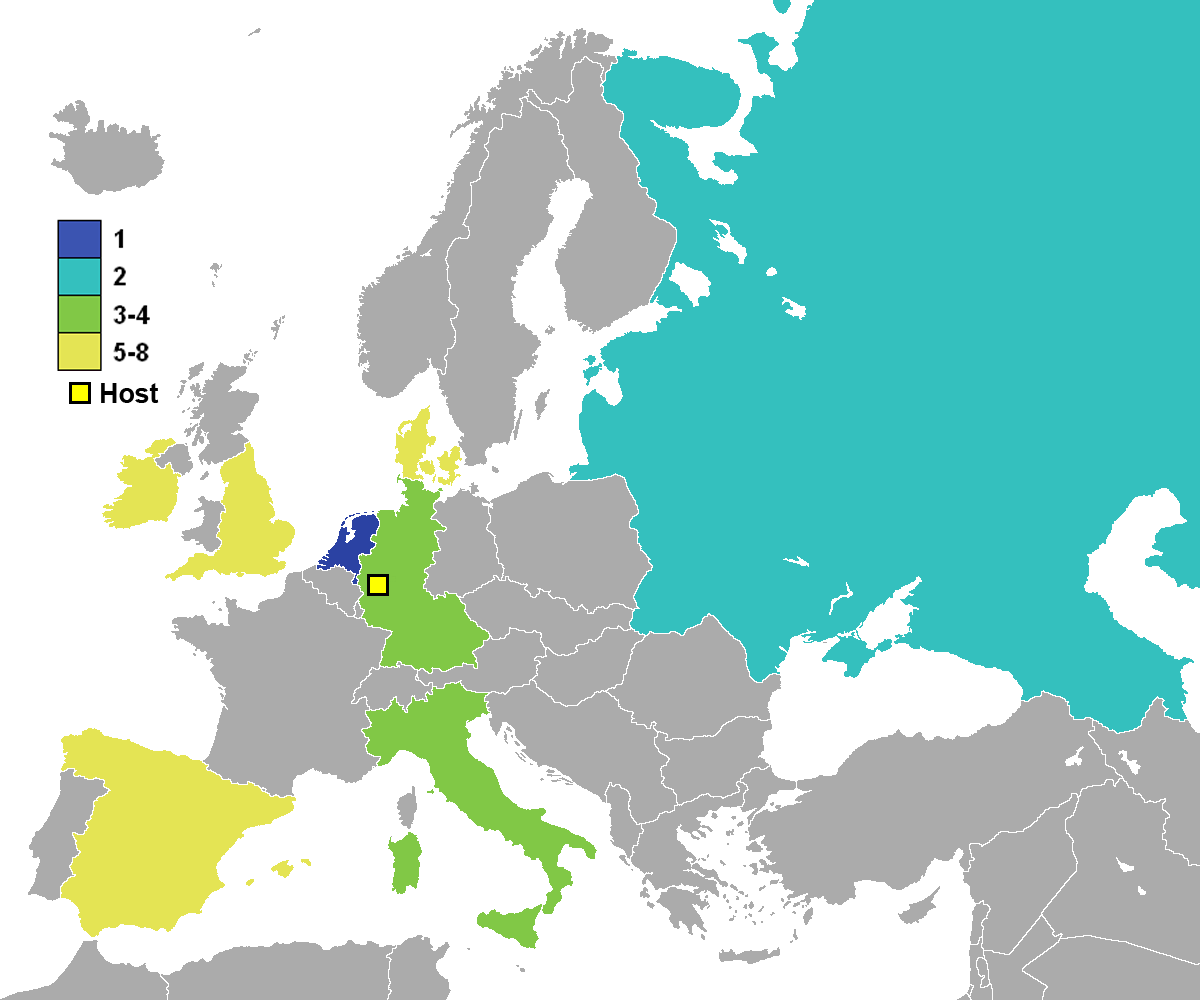
Overzicht van landen die deelnamen aan het EK. De kleur geeft de uiteindelijke eindpositie binnen het toernooi aan.

## Groepsfase

### Potindeling
Evenals bij het Wereldkampioenschap voetbal 1986 in Mexico van twee jaar eerder klonken er voorafgaand aan het toernooi proteststemmen betreffende de deelname van het Engelse team aan het EK, in verband met de betrokkenheid van Engelse fans bij het Heizeldrama in 1985. Uiteindelijk hebben zich echter geen noemenswaardige problemen voorgedaan met de Engelse supporters.
De loting vond plaats op dinsdag 12 januari 1988 in Düsseldorf. West-Duitsland was als gastland automatisch ingedeeld in Pot 1. Engeland was ook groepshoofd en kon dus niet tegen West-Duitsland loten. Oorspronkelijk zouden Italië en Nederland ook een speciale status krijgen, maar hier werd een dag voor de loting van afgezien. Beide landen werden net als Denemarken, de Sovjet-Unie, Spanje en debutant Ierland vrijuit geloot over de twee groepen. Tijdens de loting werden zes nummers getrokken, die voor (op volgorde) Italië, Nederland, Spanje, Sovjet-Unie, Denemarken en Ierland zouden bepalen in welke groep ze werden geloot. Nummers 2, 3 en 4 correspondeerden met Groep A (bij West-Duitsland), nummers 6, 7 en 8 betroffen Groep B (met Engeland). Voor Nederland werd nummer 7 getrokken, wat betekende dat ze gastland West-Duitsland ontliepen en hun groepswedstrijden niet ver van de grens mochten spelen (in Keulen, Düsseldorf en Gelsenkirchen). Uiteindelijk werden Italië en Nederland alsnog in verschillende groepen geloot.
| Pot 1 (Groepshoofd)                | Pot 2                                                  |
| ---------------------------------- | ------------------------------------------------------ |
| West-Duitsland (gastland) Engeland | Italië Nederland Spanje Sovjet-Unie Denemarken Ierland |

### Groep A

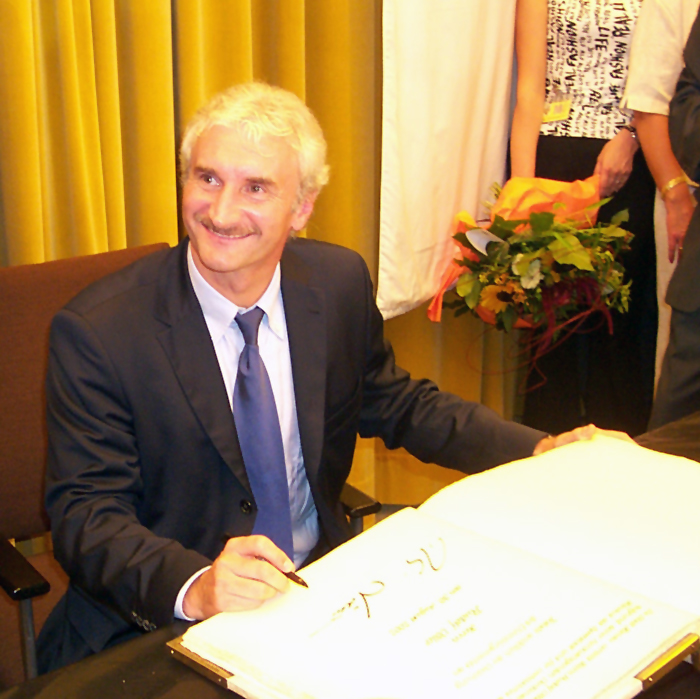
Rudi Völler werd beschouwd als een van de grootste talenten binnen het West-Duitse elftal. Hij zou uiteindelijk twee keer scoren, in de beslissende wedstrijd tegen Spanje.

Vooraf werd gastland West-Duitsland gezien als de belangrijkste kanshebber voor de titel. Het land had na het WK in Mexico afscheid genomen van spelers als Karl-Heinz Rummenigge en Harald Schumacher. Centrale man was nu middenvelder Lothar Matthäus, een speler met een voorbeeldige mentaliteit, maar niet geliefd bij de tegenstander vanwege zijn provocatieve gedrag. Zorgenkind bij de Duitsers was topscorer Rudi Völler, die een matig seizoen bij AS Roma achter de rug had, maar positief was de doorbraak van Jürgen Klinsmann, een jonge, energieke aanvaller met een positieve uitstraling.
Na een slecht WK moest Italië een nieuwe ploeg opbouwen onder leiding van Azeglio Vicini. Hoofddoel van de ploeg was het WK in eigen land over twee jaar, maar de jonge ploeg kon op dit EK veel ervaring opdoen. AC Milan was de club in opkomst en leverde vier basisspelers voor dit EK, waaronder de offensieve libero Franco Baresi, die zijn debuut al maakte in 1982, maar nu eindelijk het vertrouwen kreeg en de 19-jarige linksback Paolo Maldini. Verder had Vicini veel vertrouwen in de jonge spelverdeler Giuseppe Giannini en het aanvalsduo bestond uit twee spelers van Sampdoria Gianluca Vialli en Mancini. Enige routinier was Giuseppe Bergomi, een van de beste mandekkers van de wereld.
Spanje was een outsider voor de titel, waar vooral veel werd verwacht van de spelers van Real Madrid: Emilio Butragueño en Míchel. Denemarken had een aantal succesvolle jaren achter de rug, maar verscheidene sleutelspelers waren inmiddels op leeftijd. Michael Laudrup had een moeizaam jaar bij Juventus achter de rug en daar was weinig aanwas uit de jeugd. Algemeen werd verwacht, dat West-Duitsland de halve finale zou halen, Spanje en Italië zouden strijden om de tweede plaats en Denemarken het moeilijk zou krijgen.
| Groep A |                |     |   |   |    |   |    |    |    |
|         | Team           | Ptn | G | W | GL | V | DV | DT | DS |
| 1       | West-Duitsland | 5   | 3 | 2 | 1  | 0 | 5  | 1  | +4 |
| 2       | Italië         | 5   | 3 | 2 | 1  | 0 | 4  | 1  | +3 |
| 3       | Spanje         | 2   | 3 | 1 | 0  | 2 | 3  | 5  | −2 |
| 4       | Denemarken     | 0   | 3 | 0 | 0  | 3 | 2  | 7  | −5 |

| 10 juni | West-Duitsland | 1 | 1 | Italië     |
| 11 juni | Denemarken     | 2 | 3 | Spanje     |
| 14 juni | West-Duitsland | 2 | 0 | Denemarken |
| 14 juni | Italië         | 1 | 0 | Spanje     |
| 17 juni | West-Duitsland | 2 | 0 | Spanje     |
| 17 juni | Italië         | 2 | 0 | Denemarken |

| 10 juni 1988, 20:15 uur                                                                 | West-Duitsland | 1-1 (0-0) | Italië      | Opstelling West-Duitsland | Opstelling Italië |  |
| Stadion: Rheinstadion, Düsseldorf Toeschouwers: 62.552 Keith Hackett «onderlinge duels» | Brehme 55'     |           | 52' Mancini | Immel, Buchwald, Brehme (76' Borowka), Kohler, Herget, Littbarski, Matthäus, Völler (81' Eckstein), Thon, Berthold, Klinsmann | Zenga, Baresi, Bergomi, Ferri, Maldini , Ancelotti , De Napoli (86' De Agostini), Giannini, Donadoni, Mancini, Vialli (89' Altobelli) |  |
| Stadion: Rheinstadion, Düsseldorf Toeschouwers: 62.552 Keith Hackett «onderlinge duels» |                |           |             | Immel, Buchwald, Brehme (76' Borowka), Kohler, Herget, Littbarski, Matthäus, Völler (81' Eckstein), Thon, Berthold, Klinsmann | Zenga, Baresi, Bergomi, Ferri, Maldini , Ancelotti , De Napoli (86' De Agostini), Giannini, Donadoni, Mancini, Vialli (89' Altobelli) |  |
| Stadion: Rheinstadion, Düsseldorf Toeschouwers: 62.552 Keith Hackett «onderlinge duels» |                |           |             | Immel, Buchwald, Brehme (76' Borowka), Kohler, Herget, Littbarski, Matthäus, Völler (81' Eckstein), Thon, Berthold, Klinsmann | Zenga, Baresi, Bergomi, Ferri, Maldini , Ancelotti , De Napoli (86' De Agostini), Giannini, Donadoni, Mancini, Vialli (89' Altobelli) |  |
|                                                                                         |                |           |             | | |  |

De eerste helft was een aangename verrassing vanwege de positieve spelopvatting van de Italianen, die onder aanvoering van de offensieve libero Franco Baresi on-Italiaans aanvallend speelden. West-Duitsland kon daar alleen hun onverzettelijkheid tonen en maakten vaak een hulpeloze indruk. In de tweede helft kwam het gastland op achterstand door het eerste interlanddoelpunt van Roberto Mancini na slecht verdedigen van de onzekere libero Mathias Herget. Duitsland werd gered door de scheidsrechter, hij gaf een vrije trap in het strafschopgebied door een nalatigheidje van doelman Walter Zenga (hij maakte vier stappen met de bal in het strafschopgebied, terwijl hier slechts drie stappen zijn toegestaan). Andreas Brehme profiteerde van een gat in de muur bij de vrije trap. Daarna waren de beide ploegen wel tevreden met het gelijke spel en gebeurde niet veel meer.
| 11 juni 1988, 15:30 uur                                                                    | Denemarken              | 2-3 (1-1) | Spanje                                | Opstelling Denemarken                                                                                                   | Opstelling Spanje |  |
| Stadion: Niedersachsenstadion, Hannover Toeschouwers: 60.336 Bep Thomas «onderlinge duels» | Laudrup 24' Povlsen 82' |           | 5' Míchel 53' Butragueño 66' Gordillo | Rasmussen, Sivebæk, Busk, M. Olsen (74' L. Olsen), Nielsen, Lerby, Helt (46' Jensen), Heintze, Elkjær, Laudrup, Povlsen | Zubizarreta, Tomás , Camacho (46' Soler), Andrinua, Víctor , Sanchís, Butragueño, Gordillo (81' Martín Vázquez), Gallego, Bakero, Míchel |  |
| Stadion: Niedersachsenstadion, Hannover Toeschouwers: 60.336 Bep Thomas «onderlinge duels» |                         |           |                                       | Rasmussen, Sivebæk, Busk, M. Olsen (74' L. Olsen), Nielsen, Lerby, Helt (46' Jensen), Heintze, Elkjær, Laudrup, Povlsen | Zubizarreta, Tomás , Camacho (46' Soler), Andrinua, Víctor , Sanchís, Butragueño, Gordillo (81' Martín Vázquez), Gallego, Bakero, Míchel |  |
| Stadion: Niedersachsenstadion, Hannover Toeschouwers: 60.336 Bep Thomas «onderlinge duels» |                         |           |                                       | Rasmussen, Sivebæk, Busk, M. Olsen (74' L. Olsen), Nielsen, Lerby, Helt (46' Jensen), Heintze, Elkjær, Laudrup, Povlsen | Zubizarreta, Tomás , Camacho (46' Soler), Andrinua, Víctor , Sanchís, Butragueño, Gordillo (81' Martín Vázquez), Gallego, Bakero, Míchel |  |
|                                                                                            |                         |           |                                       | | |  |

Tijdens het EK in 1984 en het WK in 1986 genoot men van het frisse Deense spel, maar werd het steeds uitgeschakeld door het net iets slimmere Spanje. Ook in Hannover koos Denemarken weer de aanval, maar Spanje was veel gevaarlijker in de tegenaanval. Míchel maakte een doelpunt na prima combinatiespel met Callego en Michael Laudrup maakte de gelijkmaker na zijn enige geslaagde actie. Doelman Rasmussen stopte in de eerste helft nog een strafschop van uitblinker Michel, maar in de tweede helft liep Spanje weg. Denemarken had wel pech, dat de Nederlandse scheidsrechter Bep Thomas een buitenspelgeval van Butragueño over het hoofd zag. Gordillo scoorde uit een vrije trap en het tegendoelpunt van Povlsen hielp de uitgebluste Denen niet verder. Na de wedstrijd werd nog flink gemopperd op de scheidsrechter, maar ook de meeste van de 40.000 Denen moesten toegeven, dat de zege terecht was.
| 14 juni 1988, 17:15 uur                                                                   | West-Duitsland         | 2-0 (1-0) | Denemarken | Opstelling West-Duitsland                                                                                              | Opstelling Denemarken |  |
| Stadion: Parkstadion, Gelsenkirchen Toeschouwers: 64.812 Bob Valentine «onderlinge duels» | Klinsmann 10' Thon 82' |           |            | Immel, Buchwald, Brehme (33' Borowka), Kohler, Herget, Littbarski, Matthäus, Völler (74' Mill), Thon, Klinsmann, Rolff | Schmeichel, Sivebæk, L. Olsen, Vilfort (73' Berggreen), Nielsen, Lerby, M. Olsen, Heintze, Elkjær , Michael Laudrup (62' Eriksen), Flemming Povlsen |  |
| Stadion: Parkstadion, Gelsenkirchen Toeschouwers: 64.812 Bob Valentine «onderlinge duels» |                        |           |            | Immel, Buchwald, Brehme (33' Borowka), Kohler, Herget, Littbarski, Matthäus, Völler (74' Mill), Thon, Klinsmann, Rolff | Schmeichel, Sivebæk, L. Olsen, Vilfort (73' Berggreen), Nielsen, Lerby, M. Olsen, Heintze, Elkjær , Michael Laudrup (62' Eriksen), Flemming Povlsen |  |
| Stadion: Parkstadion, Gelsenkirchen Toeschouwers: 64.812 Bob Valentine «onderlinge duels» |                        |           |            | Immel, Buchwald, Brehme (33' Borowka), Kohler, Herget, Littbarski, Matthäus, Völler (74' Mill), Thon, Klinsmann, Rolff | Schmeichel, Sivebæk, L. Olsen, Vilfort (73' Berggreen), Nielsen, Lerby, M. Olsen, Heintze, Elkjær , Michael Laudrup (62' Eriksen), Flemming Povlsen |  |
|                                                                                           |                        |           |            | | |  |

De Deense bondscoach Sepp Piontek besloot wat meer zekerheden in te bouwen tegen West-Duitsland en posteerde Lars Olsen als libero, de 37-jarige Morten Olsen schoof door naar het middenveld. Peter Schmeichel werd de nieuwe doelman. Alle zekerheden waren niet meer nodig, nadat Søren Lerby de bal zomaar inleverde en Jürgen Klinsmann kon scoren. Het was een weinig verheffende wedstrijd, waarbij de Denen niets konden creëren en de kopgoal van de kleine Olaf Thon was het enige hoogtepunt in de tweede helft.
| 14 juni 1988, 20:15 uur                                                                          | Italië     | 1-0 (0-0) | Spanje | Opstelling Italië | Opstelling Spanje |  |
| Stadion: Waldstadion, Frankfurt am Main Toeschouwers: 51.790 Erik Fredriksson «onderlinge duels» | Vialli 73' |           |        | Zenga, Baresi, Bergomi, Ferri , Maldini, Ancelotti, De Napoli, Giannini, Donadoni, Mancini (69' Altobelli), Vialli (88' De Agostini) | Zubizarreta, Tomás, Andrinua, Víctor, Sanchís, Butragueño, Gordillo, Gallego (68' Martin), Bakero, Miquel, Míchel (73' Beguiristain) |  |
| Stadion: Waldstadion, Frankfurt am Main Toeschouwers: 51.790 Erik Fredriksson «onderlinge duels» |            |           |        | Zenga, Baresi, Bergomi, Ferri , Maldini, Ancelotti, De Napoli, Giannini, Donadoni, Mancini (69' Altobelli), Vialli (88' De Agostini) | Zubizarreta, Tomás, Andrinua, Víctor, Sanchís, Butragueño, Gordillo, Gallego (68' Martin), Bakero, Miquel, Míchel (73' Beguiristain) |  |
| Stadion: Waldstadion, Frankfurt am Main Toeschouwers: 51.790 Erik Fredriksson «onderlinge duels» |            |           |        | Zenga, Baresi, Bergomi, Ferri , Maldini, Ancelotti, De Napoli, Giannini, Donadoni, Mancini (69' Altobelli), Vialli (88' De Agostini) | Zubizarreta, Tomás, Andrinua, Víctor, Sanchís, Butragueño, Gordillo, Gallego (68' Martin), Bakero, Miquel, Míchel (73' Beguiristain) |  |
|                                                                                                  |            |           |        | | |  |

Italië verbaasde iedereen weer door een positieve spelopvatting tegen Spanje, alleen de voorhoede Mancini-Vialli faalde. Spanje stelde zwaar teleur, het gokte alleen maar op de tegenaanval en de vedetten Michel/Butragueño waren onzichtbaar. Een gelijkspel zou voor Italië gunstig zijn, maar de ploeg bleef aanvallen en na het inbrengen van Alessandro Altobelli voor Mancini werd de ploeg ook effectief: Altobelli bediende Vialli en hij tekende voor het enige doelpunt van de wedstrijd.
| 17 juni 1988, 20:15 uur                                                                 | West-Duitsland        | 2-0 (1-0) | Spanje | Opstelling West-Duitsland | Opstelling Spanje |  |
| Stadion: Olympiastadion, München Toeschouwers: 72.308 Michel Vautrot «onderlinge duels» | Völler 29' Völler 51' |           |        | Immel, Borowka, Brehme, Kohler, Herget , Littbarski (62' Wuttke), Matthäus, Völler, Thon , Wolfgang Rolff, Klinsmann (83' Mill) | Zubizarreta, Tomás, Camacho, Andrinua, Víctor, Sanchís , Butragueño (51'Salinas), Gordillo , Martín Vázquez , Bakero, Míchel |  |
| Stadion: Olympiastadion, München Toeschouwers: 72.308 Michel Vautrot «onderlinge duels» |                       |           |        | Immel, Borowka, Brehme, Kohler, Herget , Littbarski (62' Wuttke), Matthäus, Völler, Thon , Wolfgang Rolff, Klinsmann (83' Mill) | Zubizarreta, Tomás, Camacho, Andrinua, Víctor, Sanchís , Butragueño (51'Salinas), Gordillo , Martín Vázquez , Bakero, Míchel |  |
| Stadion: Olympiastadion, München Toeschouwers: 72.308 Michel Vautrot «onderlinge duels» |                       |           |        | Immel, Borowka, Brehme, Kohler, Herget , Littbarski (62' Wuttke), Matthäus, Völler, Thon , Wolfgang Rolff, Klinsmann (83' Mill) | Zubizarreta, Tomás, Camacho, Andrinua, Víctor, Sanchís , Butragueño (51'Salinas), Gordillo , Martín Vázquez , Bakero, Míchel |  |
|                                                                                         |                       |           |        | | |  |

Voor de wedstrijd was er veel stemmingmakerij in de Duitse pers om de falende spits Rudi Völler te vervangen tegen Spanje. Coach Franz Beckenbauer bleef zijn vertrouwen uitspreken in Völler en dat betaalde zich uit, Völler scoorde twee keer. Het eerste doelpunt maakte hij na een vloeiende combinatie over veel schijven, de tweede maakte hij na een lange rush van Matthäus, die Völler bediende met een subtiel hakje. Matthäus was de absolute uitblinker op het veld, alle aanvallen liepen via hem en West-Duitsland leek op tijd in vorm te zijn na een stroeve start. Spanje nam in het begin van de wedstrijd het initiatief (het moest winnen om zich te plaatsen), maar zakte weg na het eerste doelpunt. Met name de gevreesde Butragueño maakte een zwakke indruk.
| 17 juni 1988, 20:15 uur                                                                     | Italië                        | 2-0 (0-0) | Denemarken | Opstelling Italië | Opstelling Denemarken |  |
| Stadion: Müngersdorfer Stadion, Keulen Toeschouwers: 53.951 Bruno Galler «onderlinge duels» | Altobelli 67' De Agostini 87' |           |            | Zenga, Baresi, Bergomi, Ferri , Maldini, Ancelotti, De Napoli, Giannini, Donadoni (85' De Agostini), Mancini (66' Altobelli), Vialli | Schmeichel, Heintze, M. Olsen (67' Berggreen), Nielsen, Frimann (58' Vilfort), Laudrup , L. Olsen, Jensen, Povlsen, Eriksen, Kristensen |  |
| Stadion: Müngersdorfer Stadion, Keulen Toeschouwers: 53.951 Bruno Galler «onderlinge duels» |                               |           |            | Zenga, Baresi, Bergomi, Ferri , Maldini, Ancelotti, De Napoli, Giannini, Donadoni (85' De Agostini), Mancini (66' Altobelli), Vialli | Schmeichel, Heintze, M. Olsen (67' Berggreen), Nielsen, Frimann (58' Vilfort), Laudrup , L. Olsen, Jensen, Povlsen, Eriksen, Kristensen |  |
| Stadion: Müngersdorfer Stadion, Keulen Toeschouwers: 53.951 Bruno Galler «onderlinge duels» |                               |           |            | Zenga, Baresi, Bergomi, Ferri , Maldini, Ancelotti, De Napoli, Giannini, Donadoni (85' De Agostini), Mancini (66' Altobelli), Vialli | Schmeichel, Heintze, M. Olsen (67' Berggreen), Nielsen, Frimann (58' Vilfort), Laudrup , L. Olsen, Jensen, Povlsen, Eriksen, Kristensen |  |
|                                                                                             |                               |           |            | | |  |

De Deense coach Piontek zette zijn uitgebluste vedetten Søren Lerby en Preben Elkjaer Larsen op de tribune en Denemarken verweerde zich tegen Italië wat beter na de wanprestaties tegen West-Duitsland en Spanje. Italië kwam een uur lang niet in zijn spel en na een uur mocht veteraan Altobelli weer wat forceren. Na 27 seconden werd hij bediend door Vialli, hij draaide om zijn as en maakte het eerste doelpunt. Een andere invaller Luigi de Agostini maakte in de slotfase het tweede doelpunt en Italië had zich geplaatst voor de halve finales.

### Groep B

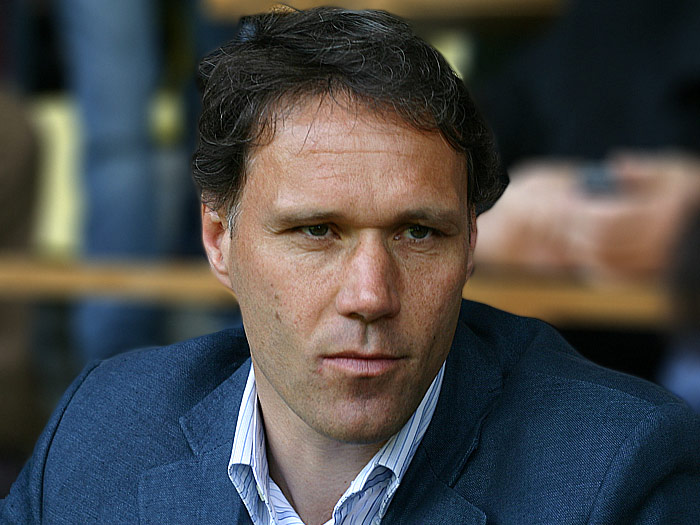
Marco van Basten scoorde een hattrick tegen Engeland

Nederland plaatste zich voor de eerste keer sinds 1980 voor een groot internationaal toernooi. Van Ruud Gullit, die een uitstekend seizoen bij AC Milan achter de rug had, werd veel verwacht. Het zorgenkind van het team was Marco van Basten, die bij hetzelfde AC Milan nauwelijks gespeeld had en bij Oranje inmiddels voorbij was gestreefd door zijn voormalige teamgenoot John Bosman. In de oefenwedstrijd tegen Roemenië werd Van Basten nog getest als vleugelspits, maar dat werd geen succes. Zijn voormalige coach bij Ajax, Johan Cruijff, adviseerde hem het trainingskamp te verlaten, maar Van Basten besloot toch te blijven om in ieder geval goed te trainen en wedstrijdfit te zijn voor het nieuwe seizoen. PSV was een maand eerder Europees kampioen geworden en vier spelers waren basisspeler in het Nederlands Elftal, waarvan het meeste werd verwacht van de offensieve libero Ronald Koeman. Frank Rijkaard had een turbulent seizoen achter de rug, hij vertrok na ruzie met Cruijff bij Ajax, werd gekocht door Sporting Lissabon, maar speelde het seizoen bij Real Zaragoza, omdat de transfermarkt al gesloten was.
Ook van de Sovjet-Unie werd veel verwacht, het elftal liet op het WK fantastisch voetbal zien, maar verloor in de kwartfinale. De kern van de ploeg bestond uit liefst negen spelers van het Oekraïense Dinamo Kiev, met balvaardige spelers als Igor Belanov en Aleksandr Zavarov. Technisch brein achter het team was dezelfde trainer van Dinamo Kiev Valeri Lobanovsky, die met een uitgekiend systeem de tegenstander kon overrompelen. Een nadeel was, dat bij onverwachte tegenslagen het team niet meer kon functioneren.
Met name de Britse pers verwachtte veel van Engeland, volgens de pers was het het beste team sinds 1966, toen Engeland wereldkampioen werd. Gary Lineker beleefde een moeizaam seizoen bij FC Barcelona, maar was in het nationale team nog steeds een garantie voor doelpunten. Een nadeel was wel, dat veel spelers geen Europese wedstrijden meer speelden, sinds Engelse clubs uitgesloten waren dankzij het Heizeldrama. Dat Ierland zich plaatste voor een groot toernooi was een grote verrassing, het was de eerste keer, dat het team zich plaatste voor een groot toernooi. Onder leiding van de Engelsman Jack Charlton keek men vooral uit naar het treffen met aartsvijand Engeland. De verwachting was, dat Nederland, Sovjet-Unie en Engeland zouden strijden om twee plaatsen en Ierland geen rol van betekenis zou spelen.
| Groep B |             |     |   |   |    |   |    |    |    |
|         | Team        | Ptn | G | W | GL | V | DV | DT | DS |
| 1       | Sovjet-Unie | 5   | 3 | 2 | 1  | 0 | 5  | 2  | +3 |
| 2       | Nederland   | 4   | 3 | 2 | 0  | 1 | 4  | 2  | +2 |
| 3       | Ierland     | 3   | 3 | 1 | 1  | 1 | 2  | 2  | 0  |
| 4       | Engeland    | 0   | 3 | 0 | 0  | 3 | 2  | 7  | −5 |

| 12 juni | Engeland  | 0 | 1 | Ierland     |
| 12 juni | Nederland | 0 | 1 | Sovjet-Unie |
| 15 juni | Engeland  | 1 | 3 | Nederland   |
| 15 juni | Ierland   | 1 | 1 | Sovjet-Unie |
| 18 juni | Engeland  | 1 | 3 | Sovjet-Unie |
| 18 juni | Ierland   | 0 | 1 | Nederland   |

| 12 juni 1988, 15:30 uur                                                                      | Engeland | 0-1 (0-1) | Ierland     | Opstelling Engeland                                                                                                  | Opstelling Ierland |  |
| Stadion: Neckarstadion, Stuttgart Toeschouwers: 51.573 Siegfried Kirschen «onderlinge duels» |          |           | 6' Houghton | Shilton, Stevens, Sansom, Webb (60' Hoddle), Wright, Adams, Robson, Waddle, Beardsley (82' Hateley), Lineker, Barnes | Bonner, Morris, Hughton, McCarthy, Moran, Whelan, McGrath, Houghton, Aldridge, Stapleton (62' Quinn), Galvin ('77 Sheedy) |  |
| Stadion: Neckarstadion, Stuttgart Toeschouwers: 51.573 Siegfried Kirschen «onderlinge duels» |          |           |             | Shilton, Stevens, Sansom, Webb (60' Hoddle), Wright, Adams, Robson, Waddle, Beardsley (82' Hateley), Lineker, Barnes | Bonner, Morris, Hughton, McCarthy, Moran, Whelan, McGrath, Houghton, Aldridge, Stapleton (62' Quinn), Galvin ('77 Sheedy) |  |
| Stadion: Neckarstadion, Stuttgart Toeschouwers: 51.573 Siegfried Kirschen «onderlinge duels» |          |           |             | Shilton, Stevens, Sansom, Webb (60' Hoddle), Wright, Adams, Robson, Waddle, Beardsley (82' Hateley), Lineker, Barnes | Bonner, Morris, Hughton, McCarthy, Moran, Whelan, McGrath, Houghton, Aldridge, Stapleton (62' Quinn), Galvin ('77 Sheedy) |  |
|                                                                                              |          |           |             | | |  |

Ierland ging er in het begin flink tegenaan en Engeland had hier geen antwoord op. In de zesde minuut scoorde Ray Houghton met zijn hoofd na gestuntel in de Engelse verdediging. De Ieren streden voor elke meter en hadden in de eerste helft het beste van het spel. In de tweede helft viel Glenn Hoddle in en de Engelsen gingen eindelijk voetballen. Gary Lineker kreeg de ene na de andere fraaie kans, maar verprutste ze allemaal en anders was doelman Pat Bonner in topvorm met uitstekende reflexen. Later bleek, dat Lineker tijdens het toernooi leed aan hepatitis. De Ieren hielden het vol en behaalden een historische overwinning.
| 12 juni 1988, 20:15 uur                                                                     | Nederland | 0-1 (0-0) | Sovjet-Unie | Opstelling Nederland | Opstelling Sovjet-Unie |  |
| Stadion: Müngersdorfer Stadion, Keulen Toeschouwers: 60.000 Dieter Pauly «onderlinge duels» |           |           | 52' Rats    | Van Breukelen, Van Tiggelen, R. Koeman, Van Aerle, Vanenburg (59' Van Basten), Mühren, Bosman, Gullit, Van 't Schip, Rijkaard, Wouters | Dasajev, Bessonov, Chidijatoellin , Koeznetsov, Demjanenko, Rats, Litovtsjenko , Zavarov (90' Soelakvelidze), Protasov, Belanov (82' Alejnikov), Mychajlytsjenko |  |
| Stadion: Müngersdorfer Stadion, Keulen Toeschouwers: 60.000 Dieter Pauly «onderlinge duels» |           |           |             | Van Breukelen, Van Tiggelen, R. Koeman, Van Aerle, Vanenburg (59' Van Basten), Mühren, Bosman, Gullit, Van 't Schip, Rijkaard, Wouters | Dasajev, Bessonov, Chidijatoellin , Koeznetsov, Demjanenko, Rats, Litovtsjenko , Zavarov (90' Soelakvelidze), Protasov, Belanov (82' Alejnikov), Mychajlytsjenko |  |
| Stadion: Müngersdorfer Stadion, Keulen Toeschouwers: 60.000 Dieter Pauly «onderlinge duels» |           |           |             | Van Breukelen, Van Tiggelen, R. Koeman, Van Aerle, Vanenburg (59' Van Basten), Mühren, Bosman, Gullit, Van 't Schip, Rijkaard, Wouters | Dasajev, Bessonov, Chidijatoellin , Koeznetsov, Demjanenko, Rats, Litovtsjenko , Zavarov (90' Soelakvelidze), Protasov, Belanov (82' Alejnikov), Mychajlytsjenko |  |
|                                                                                             |           |           |             | | |  |

Nederland had in de eerste helft het beste van het spel tegen een opvallend defensief Sovjet-Unie. In het begin van de tweede helft gaf de Sovjet-Unie even gas, doelman Hans van Breukelen redde eerst op een kans van de vrijstaande Belanov, maar was later kansloos op een verwoestend schot van Vasili Rats. Daarna overheerste Nederland weer, maar doelman Rinat Dasajev was in topvorm. Hij redde op schoten van Ronald Koeman en Jan Wouters en Nederland had pech, dat de bal via Ruud Gullit en de rug van een Russische verdediger op de lat uiteenspatte. Ook het inbrengen van Marco van Basten leverde niet de gelijkmaker op. De nederlaag was onverdiend, maar het was ook duidelijk dat de aanval, en met name John Bosman en John van 't Schip, te weinig bracht. Bovendien maakte Gullit na zijn eerste topseizoen bij AC Milan een vermoeide indruk.
| 15 juni 1988, 17:15 uur                                                                 | Engeland   | 1-3 (0-1) | Nederland                                    | Opstelling Engeland | Opstelling Nederland |  |
| Stadion: Rheinstadion, Düsseldorf Toeschouwers: 63.940 Paolo Casarin «onderlinge duels» | Robson 53' |           | 44' Van Basten 71' Van Basten 75' Van Basten | Shilton, Stevens, Sansom, Adams, Robson, Steven (68' Waddle), Beardsley (72' Hateley), Lineker, Barnes, Hoddle, Wright | Van Breukelen, Van Tiggelen, R. Koeman, Van Aerle, Vanenburg (60' Kieft), Mühren, Gullit, Van Basten (87' Suvrijn), E. Koeman, Rijkaard, Wouters |  |
| Stadion: Rheinstadion, Düsseldorf Toeschouwers: 63.940 Paolo Casarin «onderlinge duels» |            |           |                                              | Shilton, Stevens, Sansom, Adams, Robson, Steven (68' Waddle), Beardsley (72' Hateley), Lineker, Barnes, Hoddle, Wright | Van Breukelen, Van Tiggelen, R. Koeman, Van Aerle, Vanenburg (60' Kieft), Mühren, Gullit, Van Basten (87' Suvrijn), E. Koeman, Rijkaard, Wouters |  |
| Stadion: Rheinstadion, Düsseldorf Toeschouwers: 63.940 Paolo Casarin «onderlinge duels» |            |           |                                              | Shilton, Stevens, Sansom, Adams, Robson, Steven (68' Waddle), Beardsley (72' Hateley), Lineker, Barnes, Hoddle, Wright | Van Breukelen, Van Tiggelen, R. Koeman, Van Aerle, Vanenburg (60' Kieft), Mühren, Gullit, Van Basten (87' Suvrijn), E. Koeman, Rijkaard, Wouters |  |
|                                                                                         |            |           |                                              | | |  |

Voor zowel Engeland als Nederland was het een cruciaal duel, beide ploegen moesten winnen om nog een kans te maken op de halve finale. Beide coaches hadden hun maatregelen genomen: bij Engeland stond Glenn Hoddle in de basis, bij Nederland Marco van Basten en Erwin Koeman. In de eerste helft was Gary Lineker weer niet trefzeker, vrij voor de doelman schoot hij op de paal en Glenn Hoddle schoot uit een vrije trap ook op de paal. Vlak voor rust maakte Marco van Basten het eerste doelpunt, hij draaide makkelijk om Tony Adams heen en schoot raak. In de tweede helft had Engeland aanvankelijk het beste van het spel en Bryan Robson scoorde de gelijkmaker. Nederland wankelde, maar coach Rinus Michels besloot op de aanval te spelen en bracht Wim Kieft in. Van Basten profiteerde van de extra ondersteuning en maakte twee doelpunten. Door de nederlaag was Engeland uitgeschakeld en had Van Basten zijn basisplaats definitief heroverd. Opvallend was, dat Ruud Gullit volledig in dienst speelde van Marco van Basten, hij wist dat hij niet in vorm was, maar speelde in dienst van het elftal en was wel waardevol, hij leverde twee voorzetten aan Van Basten.
| 15 juni 1988, 20:15 uur                                                                                | Ierland    | 1-1 (1-0) | Sovjet-Unie  | Opstelling Ierland                                                                                              | Opstelling Sovjet-Unie |  |
| Stadion: Niedersachsenstadion, Hannover Toeschouwers: 38.308 Emilio Soriano Aladrén «onderlinge duels» | Whelan 38' |           | 74' Protasov | Bonner, Morris, Hughton, McCarthy, Moran, Whelan, Sheedy, Houghton, Aldridge, Stapleton (80' Cascarino), Galvin | Dasajev (68' Tsjanov), Chidijatoellin, Koeznetsov, Demjanenko, Rats, Alejnikov, Zavarov, Protasov, Belanov, Mychajlytsjenko, Soelakvelidze (46' Gotsmanov) |  |
| Stadion: Niedersachsenstadion, Hannover Toeschouwers: 38.308 Emilio Soriano Aladrén «onderlinge duels» |            |           |              | Bonner, Morris, Hughton, McCarthy, Moran, Whelan, Sheedy, Houghton, Aldridge, Stapleton (80' Cascarino), Galvin | Dasajev (68' Tsjanov), Chidijatoellin, Koeznetsov, Demjanenko, Rats, Alejnikov, Zavarov, Protasov, Belanov, Mychajlytsjenko, Soelakvelidze (46' Gotsmanov) |  |
| Stadion: Niedersachsenstadion, Hannover Toeschouwers: 38.308 Emilio Soriano Aladrén «onderlinge duels» |            |           |              | Bonner, Morris, Hughton, McCarthy, Moran, Whelan, Sheedy, Houghton, Aldridge, Stapleton (80' Cascarino), Galvin | Dasajev (68' Tsjanov), Chidijatoellin, Koeznetsov, Demjanenko, Rats, Alejnikov, Zavarov, Protasov, Belanov, Mychajlytsjenko, Soelakvelidze (46' Gotsmanov) |  |
| |            |           |              | | |  |

Na de stunt tegen Engeland ging Ierland gewoon verder met verrassen. Lange tijd kwam de weer veel te passieve Sovjet-Unie er niet aan de pas, Ierland streed voor elke meter en creëerde meer kansen. Na een lange ingooi van Mike McCarthy scoorde Ronnie Wheelan met een fraaie omhaal, lange tijd het mooiste doelpunt van het toernooi. Zestien minuten voor tijd scoorde Oleg Protasov uit het niets de gelijkmaker en met deze stand waren beide teams wel tevreden.
| 18 juni 1988, 15:30 uur                                                                      | Engeland  | 1-3 (1-2) | Sovjet-Unie                                   | Opstelling Engeland                                                                                              | Opstelling Sovjet-Unie |  |
| Stadion: Waldstadion, Frankfurt Toeschouwers: 53.000 José Rosa dos Santos «onderlinge duels» | Adams 16' |           | 3' Alejnikov 28' Mychajlytsjenko 73' Pasoelko | Woods, Stevens, Sansom, Watson, Adams, Robson, Steven, McMahon (54' Webb), Hoddle, Lineker (69' Hateley), Barnes | Dasajev, Bessonov, Chidijatoellin, Koeznetsov, Rats, Alejnikov, Litovttsjenko, Zavarov (85' Gotsmanov), Protasov , Belanov (44' Pasoelko), Mychajlytsjenko |  |
| Stadion: Waldstadion, Frankfurt Toeschouwers: 53.000 José Rosa dos Santos «onderlinge duels» |           |           |                                               | Woods, Stevens, Sansom, Watson, Adams, Robson, Steven, McMahon (54' Webb), Hoddle, Lineker (69' Hateley), Barnes | Dasajev, Bessonov, Chidijatoellin, Koeznetsov, Rats, Alejnikov, Litovttsjenko, Zavarov (85' Gotsmanov), Protasov , Belanov (44' Pasoelko), Mychajlytsjenko |  |
| Stadion: Waldstadion, Frankfurt Toeschouwers: 53.000 José Rosa dos Santos «onderlinge duels» |           |           |                                               | Woods, Stevens, Sansom, Watson, Adams, Robson, Steven, McMahon (54' Webb), Hoddle, Lineker (69' Hateley), Barnes | Dasajev, Bessonov, Chidijatoellin, Koeznetsov, Rats, Alejnikov, Litovttsjenko, Zavarov (85' Gotsmanov), Protasov , Belanov (44' Pasoelko), Mychajlytsjenko |  |
|                                                                                              |           |           |                                               | | |  |

Engeland had zich voorgenomen het toernooi waardig af te sluiten tegen de Sovjet-Unie en de bevriende Ieren een handje te helpen, maar die goede bedoelingen konden na twee minuten al de prullenbak in, Hoddle leverde de bal zomaar in bij Alejnikov, die kon scoren. Sovjet-Unie boekte een regelmatige 3-1 overwinning zonder zich bovenmatig in te spannen en werd groepswinnaar.
| 18 juni 1988, 15:30 uur                                                                     | Ierland | 0-1 (0-0) | Nederland | Opstelling Ierland | Opstelling Nederland |  |
| Stadion: Parkstadion, Gelsenkirchen Toeschouwers: 60.800 Horst Brummeier «onderlinge duels» |         |           | 82' Kieft | Bonner, Morris (46' Sheedy), Hughton, McCarthy, Moran, Whelan, McGrath, Houghton, Aldridge, Stapleton (83' Cascarino), Galvin | Van Breukelen, Van Tiggelen, R. Koeman, Van Aerle, Vanenburg, Mühren (79' Bosman), Gullit, Van Basten, E. Koeman (51' Kieft), Rijkaard, Wouters |  |
| Stadion: Parkstadion, Gelsenkirchen Toeschouwers: 60.800 Horst Brummeier «onderlinge duels» |         |           |           | Bonner, Morris (46' Sheedy), Hughton, McCarthy, Moran, Whelan, McGrath, Houghton, Aldridge, Stapleton (83' Cascarino), Galvin | Van Breukelen, Van Tiggelen, R. Koeman, Van Aerle, Vanenburg, Mühren (79' Bosman), Gullit, Van Basten, E. Koeman (51' Kieft), Rijkaard, Wouters |  |
| Stadion: Parkstadion, Gelsenkirchen Toeschouwers: 60.800 Horst Brummeier «onderlinge duels» |         |           |           | Bonner, Morris (46' Sheedy), Hughton, McCarthy, Moran, Whelan, McGrath, Houghton, Aldridge, Stapleton (83' Cascarino), Galvin | Van Breukelen, Van Tiggelen, R. Koeman, Van Aerle, Vanenburg, Mühren (79' Bosman), Gullit, Van Basten, E. Koeman (51' Kieft), Rijkaard, Wouters |  |
|                                                                                             |         |           |           | | |  |

Nederland moest van Ierland winnen om de halve finale te halen. De eerste kans was vroeg in de wedstrijd, Paul McGrath kopte snoeihard op de paal, waarna Gerald Vanenburg de bal ternauwernood kon wegwerken. Daarna was het eenrichtingsverkeer richting het Ierse doel, maar veel kansen kon Nederland niet creëren, Pat Bonner werd alleen serieus getest door afstandsschoten van Jan Wouters. Er moest iets gebeuren en Michels bracht Wim Kieft in. In de 82e minuut belandde een mislukt schot van Ronald Koeman per ongeluk op het hoofd van Kieft, waardoor de bal in het doel belandde. Weliswaar stond Van Basten buitenspel, maar het doelpunt werd goedgekeurd: Nederland kon zich opmaken voor de halve finale tegen aartsvijand West-Duitsland.
In vergelijking met het vorige EK waren vier andere landen geplaatst voor de halve finales. Spanje en Denemarken werden in groep A door West-Duitsland en Italië uitgeschakeld. Portugal en Frankrijk werden in de kwalificatie uitgeschakeld door respectievelijk Italië en de Sovjet-Unie, die zich vervolgens in de groepsfase voor de halve finales kwalificeerden. De vierde halvefinalist was Nederland.

## Knock-outfase

### Halve finales
|  | Halve finale                         | Halve finale |   |  | Finale                             | Finale |  |
|  |                                      |              |   |  |                                    |        |  |
|  | 21 juni – Hamburg (Volksparkstadion) |              |   |  |                                    |        |  |
|  | West-Duitsland                       | 1            |   |  |                                    |        |  |
|  | Nederland                            | 2            |   |  |                                    |        |  |
|  |                                      |              |   |  |                                    |        |  |
|  |                                      |              |   |  | 25 juni – München (Olympiastadion) |        |  |
|  |                                      |              |   |  | Nederland                          | 2      |  |
|  |                                      | Sovjet-Unie  | 0 |  |                                    |        |  |
|  |                                      |              |   |  |                                    |        |  |
|  |                                      |              |   |  |                                    |        |  |
|  |                                      |              |   |  |                                    |        |  |
|  | 22 juni – Stuttgart (Neckarstadion)  |              |   |  |                                    |        |  |
|  | Italië                               | 0            |   |  |                                    |        |  |
|  | Sovjet-Unie                          | 2            |   |  |                                    |        |  |

#### West-Duitsland - Nederland

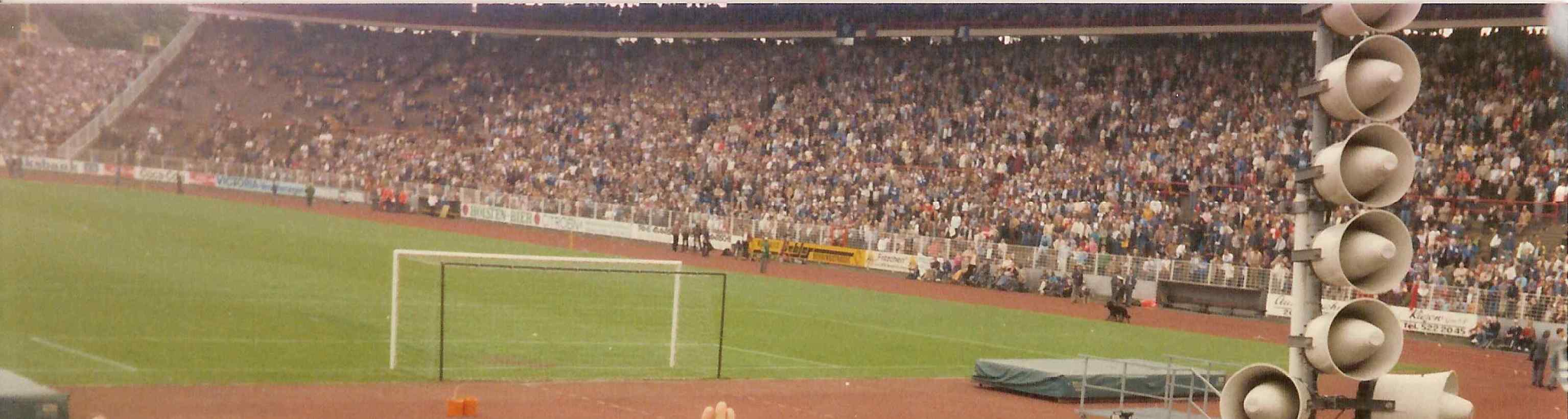
Een van de tribunes van het Volksparkstadion in 1983.

In de eerste halve finale, op 21 juni in Hamburg, stond het Nederlands elftal tegenover dat van West-Duitsland, waar veertien jaar eerder in de finale van het wereldkampioenschap nog met 2-1 van was verloren. Omdat Oranje destijds door velen als de betere ploeg werd beschouwd, was de verloren wedstrijd in 1974 voor een groot aantal Nederlanders reden voor wat een "nationaal trauma" werd genoemd. Doelman Hans van Breukelen zou later in een interview aangeven dat dit een van zijn motivaties was niet te verliezen; hij vermoedde dat andere spelers dezelfde gevoelens hadden. Voor de wedstrijd was er genoeg "koude oorlog" tussen beiden, het Nederlands elftal was gehuisvest in een veel te lawaaierig hotel en coach Franz Beckenbauer gaf in de opstelling aan dat Pierre Littbarski was opgesteld, maar stelde doodleuk Frank Mill op. Het Nederlands elftal liet zich niet van de wijs brengen.
In de eerste helft waren er kansen voor beide kanten, maar Nederland leek sterker. Opvallend was dat de Nederlandse aanvallers hun tegenstanders vaak de baas waren: Marco van Basten vocht verbeten duels uit met Jürgen Kohler en was daarmee de sterke verdediger vaak te snel af en Ruud Gullit overklaste Uli Borowka keer op keer. Bovendien dook middenvelder Erwin Koeman een aantal malen verrassend in de spitspositie op. Tegen de verhoudingen in kwam West-Duitsland echter na 55 minuten op voorsprong. Een charge van Frank Rijkaard met borst en bovenbeen op Jürgen Klinsmann werd gezien als een overtreding en de Roemeense scheidsrechter Igna gaf een strafschop. Lothar Matthäus benutte deze, ondanks dat Van Breukelen naar de juiste hoek dook en de bal nog wist te toucheren. In die periode kon het mis gaan met Nederland, dat van de kook raakte en geluk had dat de scheidsrechter niet in de provocaties van Rudi Völler tegen Ronald Koeman en Berry van Aerle trapte. In een snelle tegenaanval via Lothar Matthäus en Jürgen Klinsmann kwam Nederland goed weg, waarbij Adri van Tiggelen Matthäus genadeloos onderuit schoffelde. Nederland ging weer voetballen en kreeg ook een strafschop toebedeeld, nadat Van Basten op de grond belandde na een sliding naar de bal van verdediger Jürgen Kohler. Ronald Koeman schoot vervolgens de gelijkmaker binnen. Beide strafschoppen zouden later door voetbalanalytici als onterecht worden beoordeeld. Scheidsrechter Igna gaf toe dat hij eigenlijk te geblesseerd was bij aanvang van de wedstrijd en daardoor de strafschoppen niet goed kon overzien. Twee minuten voor het eindsignaal, met een stand die op dat moment een verlenging zou betekenen, bereikte een pass van Jan Wouters Van Basten en al vallend passeerde hij in de lange hoek doelman Eike Immel, waardoor Nederland zich plaatste voor de finale. In het feest op het veld dat na de wedstrijd volgde zorgde Koeman voor enige controverse door een shirt van Olaf Thon langs zijn achterwerk te halen, alsof hij er zijn billen mee af zou vegen. Heel Nederland vierde de hele nacht door en Rinus Michels zou later verklaren dat de echte finale de halve finale was. Beckenbauer toonde zich een sportieve verliezer door het Nederlands Elftal te feliciteren in de bus, terwijl het Nederlandse volk vooral lol had om de voorpagina van de Bild Zeitung, waar men vooral jammerde over de "Falschen Elfmeter".
| 21 juni 1988, 20:15 uur                                                              | West-Duitsland | 1-2 (0-0) | Nederland                 | Opstelling West-Duitsland                                                                                              | Opstelling Nederland |  |
| Stadion: Volksparkstadion, Hamburg Toeschouwers: 61.330 Ioan Igna «onderlinge duels» | Matthäus 55'   |           | 74' Koeman 89' Van Basten | Immel, Brehme, Kohler, Herget (44' Pflügler), Borowka, Mill (79' Littbarski), Matthäus, Völler, Thon, Klinsmann, Rolff | Van Breukelen , Van Tiggelen, R. Koeman, Van Aerle, Vanenburg, Mühren (58' Kieft), Gullit, Van Basten, E. Koeman (89' Suvrijn), Rijkaard, Wouters |  |
| Stadion: Volksparkstadion, Hamburg Toeschouwers: 61.330 Ioan Igna «onderlinge duels» |                |           |                           | Immel, Brehme, Kohler, Herget (44' Pflügler), Borowka, Mill (79' Littbarski), Matthäus, Völler, Thon, Klinsmann, Rolff | Van Breukelen , Van Tiggelen, R. Koeman, Van Aerle, Vanenburg, Mühren (58' Kieft), Gullit, Van Basten, E. Koeman (89' Suvrijn), Rijkaard, Wouters |  |
| Stadion: Volksparkstadion, Hamburg Toeschouwers: 61.330 Ioan Igna «onderlinge duels» |                |           |                           | Immel, Brehme, Kohler, Herget (44' Pflügler), Borowka, Mill (79' Littbarski), Matthäus, Völler, Thon, Klinsmann, Rolff | Van Breukelen , Van Tiggelen, R. Koeman, Van Aerle, Vanenburg, Mühren (58' Kieft), Gullit, Van Basten, E. Koeman (89' Suvrijn), Rijkaard, Wouters |  |
|                                                                                      |                |           |                           | | |  |

#### Italië-Sovjet-Unie
Voor de tweede halve finale, een dag later in het Stuttgartse Neckarstadion was Italië favoriet, omdat het aanvallender en aantrekkelijker speelde in de eerste ronde dan de Sovjet-Unie. In de eerste helft vielen de Sovjets op door beter spel ten opzichte van de poule wedstrijden en vooral door een positief agressieve houding, dat resulteerde ook in een gele kaart voor Kuznetsov, die de eventuele finale niet zou spelen. Italië speelde niet zo goed als de voorgaande duels, maar kreeg in de eerste helft toch de beste kansen via Vialli en had bij rust voor moeten staan. Kort na rust, in de stromende regen scoorden de Sovjets plotseling twee doelpunten binnen vijf minuten; op aangeven van Oleksij Mychajlytsjenko schoot Gennadiy Litovtsjenko in de 58e minuut voor de eerste maal de bal in het net. Korte tijd later bepaalde Oleg Protasov na een tegenaanval van de Sovjet-Unie met een boogbal de eindstand op 2-0. Italië, dat veel jonge spelers in het team had, probeerde tevergeefs terug in de wedstrijd te komen; een vrije kans van Gianluca Vialli tegen het einde ging echter hoog over, en de Sovjet-Unie stond in de finale. Europa had bij vlagen weer het droomvoetbal van Dinamo Kiev en de Sovjet-Unie tijdens het WK in 1986 gezien en maakte zich op voor de finale tegen het individueel sterke Nederland.
| 22 juni 1988, 20:15 uur                                                                 | Sovjet-Unie                   | 2-0 (0-0) | Italië | Opstelling Sovjet-Unie | Opstelling Italië |  |
| Stadion: Neckarstadion, Stuttgart Toeschouwers: 61.606 Alexis Ponnet «onderlinge duels» | Litovtsjenko 58' Protasov 62' |           |        | Dasajev, Bessonov (36' Demjanenko), Chidijatoellin, Koeznetsov , Rats, Alejnikov, Litovtsjenko, Zavarov, Protasov, Mychajlytsjenko, Gotsmanov | Zenga, Baresi , Bergomi, Ferri , Maldini (65' De Agostini), Ancelotti, De Napoli , Giannini, Donadoni, Mancini (46' Altobelli), Vialli |  |
| Stadion: Neckarstadion, Stuttgart Toeschouwers: 61.606 Alexis Ponnet «onderlinge duels» |                               |           |        | Dasajev, Bessonov (36' Demjanenko), Chidijatoellin, Koeznetsov , Rats, Alejnikov, Litovtsjenko, Zavarov, Protasov, Mychajlytsjenko, Gotsmanov | Zenga, Baresi , Bergomi, Ferri , Maldini (65' De Agostini), Ancelotti, De Napoli , Giannini, Donadoni, Mancini (46' Altobelli), Vialli |  |
| Stadion: Neckarstadion, Stuttgart Toeschouwers: 61.606 Alexis Ponnet «onderlinge duels» |                               |           |        | Dasajev, Bessonov (36' Demjanenko), Chidijatoellin, Koeznetsov , Rats, Alejnikov, Litovtsjenko, Zavarov, Protasov, Mychajlytsjenko, Gotsmanov | Zenga, Baresi , Bergomi, Ferri , Maldini (65' De Agostini), Ancelotti, De Napoli , Giannini, Donadoni, Mancini (46' Altobelli), Vialli |  |
|                                                                                         |                               |           |        | | |  |

### Finale
| 25 juni 1988, 15:30 uur                                                                  | Nederland                 | 2-0 (1-0) | Sovjet-Unie | Opstelling Nederland | Opstelling Sovjet-Unie |  |
| Stadion: Olympiastadion (München) Toeschouwers: 72.308 Michel Vautrot «onderlinge duels» | Gullit 33' Van Basten 54' |           |             | Van Breukelen, R. Koeman, Van Aerle , Rijkaard, Van Tiggelen, Wouters , Mühren, Vanenburg, E. Koeman, Gullit, Van Basten | Dasajev, Mychajlytsjenko, Demjanenko , Chidijatoellin , Rats, Alejnikov, Litovtsjenko , Zavarov, Protasov (71' Pasoelko), Belanov, Gotsmanov (68' Baltacha) |  |
| Stadion: Olympiastadion (München) Toeschouwers: 72.308 Michel Vautrot «onderlinge duels» |                           |           |             | Van Breukelen, R. Koeman, Van Aerle , Rijkaard, Van Tiggelen, Wouters , Mühren, Vanenburg, E. Koeman, Gullit, Van Basten | Dasajev, Mychajlytsjenko, Demjanenko , Chidijatoellin , Rats, Alejnikov, Litovtsjenko , Zavarov, Protasov (71' Pasoelko), Belanov, Gotsmanov (68' Baltacha) |  |
| Stadion: Olympiastadion (München) Toeschouwers: 72.308 Michel Vautrot «onderlinge duels» |                           |           |             | Van Breukelen, R. Koeman, Van Aerle , Rijkaard, Van Tiggelen, Wouters , Mühren, Vanenburg, E. Koeman, Gullit, Van Basten | Dasajev, Mychajlytsjenko, Demjanenko , Chidijatoellin , Rats, Alejnikov, Litovtsjenko , Zavarov, Protasov (71' Pasoelko), Belanov, Gotsmanov (68' Baltacha) |  |
|                                                                                          |                           |           |             | | |  |

| UEFA Europees kampioenschap voetbal Winnaar 1988 |
| ------------------------------------------------ |
| NEDERLAND 1e titel                               |

## Statistieken

### Doelpuntenmakers
5 goals
- Marco van Basten

2 goals
- Rudi Völler
- Oleg Protasov

1 goal
- Michael Laudrup
- Flemming Povlsen
- Tony Adams

- Bryan Robson
- Andreas Brehme
- Jürgen Klinsmann
- Lothar Matthäus
- Olaf Thon
- Alessandro Altobelli
- Luigi De Agostini
- Roberto Mancini
- Gianluca Vialli
- Ruud Gullit
- Wim Kieft
- Ronald Koeman

- Ray Houghton
- Ronnie Whelan
- Sergej Alejnikov
- Gennadi Litovtsjenko
- Oleksij Mychajlytsjenko
- Viktor Pasoelko
- Vasili Rats
- Emilio Butragueño
- Rafael Gordillo
- Míchel

### Doelpunten per land
| Land           | Aantal doelpunten voor | Gemiddelde |
| -------------- | ---------------------- | ---------- |
| Nederland      | 8                      | 1,60       |
| Sovjet-Unie    | 7                      | 1,40       |
| West-Duitsland | 6                      | 1,50       |
| Italië         | 4                      | 1          |
| Spanje         | 3                      | 1          |
| Denemarken     | 2                      | 0,66       |
| Engeland       | 2                      | 0,66       |
| Ierland        | 2                      | 0,66       |

| Land           | Aantal doelpunten tegen | Gemiddelde |
| -------------- | ----------------------- | ---------- |
| Ierland        | 2                       | 0,66       |
| Italië         | 3                       | 0,75       |
| Nederland      | 3                       | 0,60       |
| West-Duitsland | 3                       | 0,75       |
| Sovjet-Unie    | 4                       | 0,80       |
| Spanje         | 5                       | 1,66       |
| Denemarken     | 7                       | 2,33       |
| Engeland       | 7                       | 2,33       |

Totaal: 34 doelpunten (2,27 per wedstrijd)

### Snelste doelpunt
Het snelste doelpunt werd gescoord na 2 minuten en 44 seconden door Sergej Alejnikov (Sovjet-Unie) in de wedstrijd tegen Engeland.